# Kajberski prelaz
Kajberski prelaz (urdujsko: درۂ خیبر; paštunsko د خيبر دره, latinizirano: De Xēber Dara, lit. 'Dolina Kiber') je gorski prelaz v provinci Kiber Paktunkva v Pakistanu, na meji z afganistansko provinco Nangarhar. Povezuje mesto Landi Kotal z dolino Pešavar pri Džamrudu tako, da prečka del Belih gora. Odkar je bil del starodavne svilne poti, je bil ključna trgovska pot med Srednjo Azijo in Indijsko podcelino ter strateška vojaška točka za različne države, ki so jo nadzorovale. Kajberski prelaz velja za enega najbolj znanih gorskih prelazov na svetu.

## Geografija
Po azijski avtocesti 1 (AH1) je vrh prelaza pri mestu Landi Kotal pet kilometrov znotraj Pakistana, spušča se 460 m v dolino Pešavar pri Džamrudu, približno 30 km od afganistanske meje s prečkanjem dela gorovja Spin Ghar.

## Zgodovina
Zgodovinski vdori na Indijsko podcelino so potekali predvsem preko Kajberskega prelaza, kot so napadi Kira, Dareja I., Džingiskana in kasnejših Mongolov, kot so Duva, Kutlugh Khvaja in Kebek. Pred kušansko dobo Kajberski prelaz ni bil široko uporabljana trgovska pot.
Prelaz so prečkale vojaške ekspedicije, ki so jih sprožali imperiji, kot so Ahemenidi in Sasanidi, pa tudi nomadski osvajalci iz Srednje Azije, vključno s Sakami, Juezhi in Heftaliti. Indijski imperiji so le redko razširili svoj nadzor čez prelaz, izjema je bil maurijsko kralj Čandragupta.
Kajberski prelaz je bil priča širjenju grškega vpliva v Indijo in širjenju budizma v nasprotni smeri. Kljub vojaškim dejavnostim je trgovina tam še naprej uspevala. Postal je kritični del svilne poti, glavne trgovske poti iz vzhodne Azije v Evropo.
Partsko cesarstvo se je borilo za nadzor nad prehodi, kot je ta, da bi zaslužilo s trgovino s svilo, žadom, rabarbaro in drugim razkošjem, ki se je premikalo iz Kitajske v Zahodno Azijo in Evropo. Skozi Kajberski prelaz je Gandara (v današnjem Pakistanu) postala regionalno trgovsko središče, ki je povezovalo Bagram v Afganistanu s Taxilo v Pakistanu, in dodalo indijsko luksuzno blago, kot so slonovina, poper in tekstil, v trgovino na svileni cesti.
V islamskem obdobju so muslimanski vladarji, vključno z Mahmudom Ghaznavijem, Mohamedom iz Ghorja in Baburjem, uporabljali Kiber in bližnje prelaze za svoje invazije na Indijsko podcelino. Moguli so poskušali nadzorovati prelaz, vendar so se soočili z odporom lokalnih plemen. Ahmad Šah Durrani je bil zadnji večji islamski osvajalec, ki je prečkal prelaz, čeprav so imeli pohodi njegovih naslednikov omejen trajni učinek. Končno so Sikhi pod vodstvom Randžita Singha leta 1834 zavzeli Kajberski prelaz.
V 19. stoletju je Britanska vzhodnoindijska družba želela zavarovati Kajberski prelaz pred morebitnimi ruskimi grožnjami. Regija je bila sporna med anglo-afganistanskimi vojnami, nadzor pa je prešel med Britance, Sikhe in Afganistance. Po drugi anglo-afganistanski vojni (1878–1880) je regija Kiber prešla pod britanski nadzor in izvajala se je politika plačevanja lokalnim plemenom za vzdrževanje varnosti poti. Britanci so vlagali v razvoj infrastrukture, gradnjo cest, železnic in telegrafov čez prelaz. Iz strateških razlogov je po prvi svetovni vojni vlada Britanske Indije skozi prelaz zgradila močno inženirsko železnico. Železnica Kiber Pass od Džamruda blizu Pešavarja do afganistanske meje blizu Landi Kotala je bila odprta leta 1925. Pogost izraz v času britanskega kolonialnega obdobja je opisoval dolžino takratne Britanske Indije kot Kiber do Kanjakumarija.
Med drugo svetovno vojno so na dnu doline postavili betonske zmajeve zobe zaradi britanskih strahov pred nemško tankovsko invazijo na Indijo.
Po razdelitvi Britanske Indije leta 1947 je Kajberski prelaz postal del Pakistana. Potniški promet prek prelaza je bil občasen, saj je Kiber Steam Safari, skupno podjetje zasebnega podjetja in pakistanskih železnic, delovalo v 1990-ih.
Prelaz je postal splošno znan na tisoče Zahodnjakom in Japoncem, ki so ga prepotovali v času hipijevske poti, z avtobusom ali avtomobilom iz Kabula do afganistanske meje. Na pakistanski mejni postaji so popotnikom svetovali, naj se ne umaknejo s ceste, saj je bila lokacija komaj nadzorovano plemensko območje pod zvezno upravo. Nato je po carinskih formalnostih sledila hitra dnevna vožnja čez prelaz. S ceste si je bilo mogoče ogledati spomenike, ki so jih zapustile enote britanske indijske vojske iz časa britanskega kolonializma, pa tudi utrdbe na pobočjih.
Območje Kajberskega prelaza je bilo povezano z industrijo ponarejenega orožja, ki izdeluje različne vrste orožja, znane zbirateljem orožja kot kopije Kajberskega prelaza, z uporabo lokalnega jekla in kovačnic. Severno od prelaza leži država plemena Šalmani in plemena Mulagori. Na jugu je Afridi Tirah, medtem ko so prebivalci vasi v samem prelazu člani klana Afridi. Skozi stoletja so paštunski klani, zlasti Afridi in afganistanski Šinvari, smatrali prelaz za svoj rezervat in so popotnikom zaračunavali dajatev za varno bivanje. Ker je bil to že dolgo njihov glavni vir dohodka, je bil odpor proti izzivom avtoritete Šinvari pogosto silovit.

## Nedavna zgodovina
Med vojno v Afganistanu je bil Kajberski prelaz glavna pot za oskrbo Natovih sil z vojaškim orožjem in hrano na afganistanskem območju spopadov, odkar so ZDA leta 2001 začele invazijo na Afganistan. Skoraj 80 odstotkov zalog Nata in ZDA, ki so bile pripeljane po cesti so bile prepeljane preko prelaza. Uporabljali so ga tudi za prevoz civilistov z afganistanske strani na pakistansko. Do konca leta 2007 je bila pot razmeroma varna, saj je tam živečim plemenom (predvsem Afridi, paštunsko pleme) pakistanska vlada plačevala za varnost.
Januarja 2009 je Pakistan zaprl most kot del vojaške ofenzive proti talibanskim gverilcem. Ta vojaška operacija je bila osredotočena predvsem na Džamrud, okrožje ob cesti Kiber. Cilj je bil »dinamit ali buldožer porušiti domove moških, osumljenih dajanja ali podpiranja talibanskih skrajnežev ali izvajanja drugih nezakonitih dejavnosti«.
Ta vse bolj nestabilna situacija v severozahodnem Pakistanu je povzročila, da so ZDA in Nato razširile dobavne poti skozi Srednjo Azijo (Turkmenistan, Uzbekistan in Tadžikistan). Obravnavana je bila celo možnost dobave materiala prek iranskega skrajnega jugovzhodnega pristanišča Čabahar.
Leta 2010 se je že tako zapleten odnos s Pakistanom (ki ga ZDA ves čas obtožujejo, da gosti talibane na tem obmejnem območju, ne da bi to prijavil) zaostril, potem ko so Natove sile pod pretvezo omilitve talibanske oblasti na tem območju izvedle napad z brezpilotna letala nad Durandovo linijo, prestopila mejo Afganistana in ubila tri pakistanske vojake. Pakistan je odgovoril z zaprtjem prehoda 30. septembra, kar je povzročilo kolono več tovornjakov Nata na zaprti meji. Ta konvoj so napadli skrajneži, očitno povezani z Al Kaido, kar je povzročilo uničenje več kot 29 naftnih tankerjev in tovornjakov ter umorjenih več vojakov.
Avgusta 2011 je aktivnost na prelazu ponovno ustavila uprava agencije Kiber zaradi več možnih napadov upornikov na Natove sile, ki so bile deležne obdobja velikega števila napadov na tovornjake, namenjene za oskrbo Nata. in koalicije ISAF po vsej mejni črti.

## V popularni kulturi
Številne lokacije po vsem svetu so poimenovane po Kajberskem prelazu:
- Strma in ovinkasta manjša cesta v Mugdock Country Park blizu Glasgowa, Škotska. Cesta je mejnik vzdolž West Highland Way in je priljubljena med lokalnimi cestnimi kolesarji.[16]
- Predmestje Civil Lines, Delhi, Indija.[17][18][19]
- Khyber Pass Road, glavna cesta v predmestju Newmarket, Auckland, Nova Zelandija(Google Earth view)
- Umetna skala v East Park, Kingston upon Hull, Združeno kraljestvo.[20]
- Khyber Road v Phoenix Park, Dublin, Irska.[21]
- Strma in ovinkasta cesta navzgor po West Cliffu pri Whitby, Združeno kraljestvo.
- Ulica za pešce v Stromness, Orkney, Škotska[22]
- Pub Khyber Pass v Fhiladelfiji, Pensilvanija.
- Khyber Himalayan Resort and Spa v Gulmargu, [fDžamu in Kašmir]]
- Gorsko kolesarska pot, ki povezuje pot Top of the World v Whistlerju, Britanska Kolumbija z Whistler Creekside Village.
- Podzemna železnica na podzemni postaji King's Cross St Pancras. Po požaru King's Cross novembra 1987 je bil zamenjan.[23]

Druge reference so naslednje:
- Potovanje z avtobusom po tej cesti je bilo zelo lepo napisano in del njegovega prvega dejanja v izbranih spominih Deshe Bideshe (1948) Syed Mujtaba Ali.
- Pred razdelitvijo Indije je bil prelaz omenjen kot del skupnega hindustanskega izraza, ki se uporablja za opis dolžine kolonialne Indije, Khyber sé Kanyakumari.
- 'Khyber Pass' je Cockney rimani sleng, kar pomeni 'rit'. Ta uporaba je omenjena v filmu iz leta 1968 Carry On Up the Khyber.
- V filmu iz leta 1975 The Man Who Would Be King (Mož, ki bi bil kralj), lik Peachy Carnehan pripoveduje Rudyardu Kiplingu, kako sta on in njegov soborec Danny Dravot borila pod vodstvom Fredericka Robertsa jard za jardom skozi Kajberski prelaz med drugo anglo-afganistanska vojno 1878-1880
- Podkast Twilight Histories ima epizodo z naslovom Napoleon v Afganistanu, ki se delno dogaja na Kajberskem prelazu.
- Pesem Vampire Weekend M79 se nanaša na Kajberski prelaz
- Pesem Toma Cochrana Life Is a Highway (prispevek Rascal Flatts in drugi) omenja Kajberski prelaz
- Album Rio Grande Blood skupine Ministry (2006) vsebuje pesem z naslovom Khyber Pass, ki jo omenja kot možno skrivališče za takrat pogrešane in na prostosti Osame bin Ladna. Ta pesem je bila predstavljena tudi na koncu filma The Hurt Locker.
- Pesem Red War izvajalca Probot v kateri je vokal Max Cavalera, omenja prehod.
- Britanska rock skupina Pink Floyd se sklicuje na Khyber v svoji pesmi Up the Khyber, predstavljeni na zvočnem zapisu filma More.
- V epizodi risane serije The World of Commander McBragg z naslovom Khyber Pass se mora istoimenski poveljnik ubraniti deset tisoč kričečih pripadnikov plemena na Kajberskem prelazu.
- Deli knjige Jaya McInerneyja iz leta 1985 Odkupnina se dogajajo na Kajberskem prelazu ali blizu njega
- Kajberski prelaz je prikazan v več pesmih Rudyarda Kiplinga: pojavi se po imenu v Baladi o kraljevi šali,[24] kot prelaz v Aritmetika na meji in napol fikcionaliziran kot jezik Jagai v Balada o vzhodu in zahodu.[25]
- V filmu iz leta 2023 Ghosted je kmet Cole, ki ga igra Chris Evans, ugrabljen na Kajberskem prelazu in ga reši operativka CIE Sadie, ki jo igra Ana de Armas, kot prikazuje lokacijska kartica na 35'15", čeprav je film je bil dejansko posnet v Novi Mehiki.[26][27]

## Galerija
- Kajberski prelaz proti jugu proti Pešavarju
- Tipičen pakistanski tovornjak za prevoz potnikov
- Izprani most
- Kiberska železnica. S HGS 2-8-0 pakistanskih železnic spredaj in zadaj se čarterski vlak vzpenja na Kajberski prelaz skozi niz cik-cak vzponov, da pridobi višino
- Oglasna kartica iz leta 1910, ki prikazuje Kajberski prelaz
- Tabor britanske indijske vojske blizu Kajberskega prelaza (ok. 1920)
- Gorski prelazi v Afganistanu